# Bihać
Bihać je město v Bosně a Hercegovině, nacházející se v blízkosti chorvatských hranic. Je administrativním centrem Unsko-sanského kantonu. V roce 2013 žilo ve městě samotném 39 690 obyvatel, v celé připadající opčině pak 56 261 obyvatel.

## Název
Podle legendy pochází název města podle jména Bika, což bylo jméno jednoho ze synů místního boháče, Dobriši. Postupně se z tohoto názvu stal dnešní název města.

## Přírodní poměry
Město Bihać leží na severozápadním okraji Bosny a Hercegoviny, zhruba 8 kilometrů od státní hranice s Chorvatskem. Rozkládá se po obou březích řeky Uny poté, co řeka opouští rozsáhlý kaňon a vstupuje do otevřené krajiny. Nejbližšími většími městy jsou Prijedor, 70 km východně a Karlovac (v Chorvatsku), 78 km severozápadně.
Hlavním vodním tokem je již zmíněná řeka Una, která zde vytváří nesčetné ostrovy. Typickým znakem města Bihaće jsou různé peřeje a vodopády. Centrum města obchází ze západní strany také vodní kanál, který vznikl již v době turecké nadvlády nad městem a který je napájen z řeky Uny. 
Další vodní toky na území užšího města jsou Lisa, Namet a Klokot.[zdroj?] Centrem města ještě potéká potok Drobilnica.
Historicky nejvyšší naměřená teplota zde činila 42 °C a nejnižší −29.2 °C.

## Historie

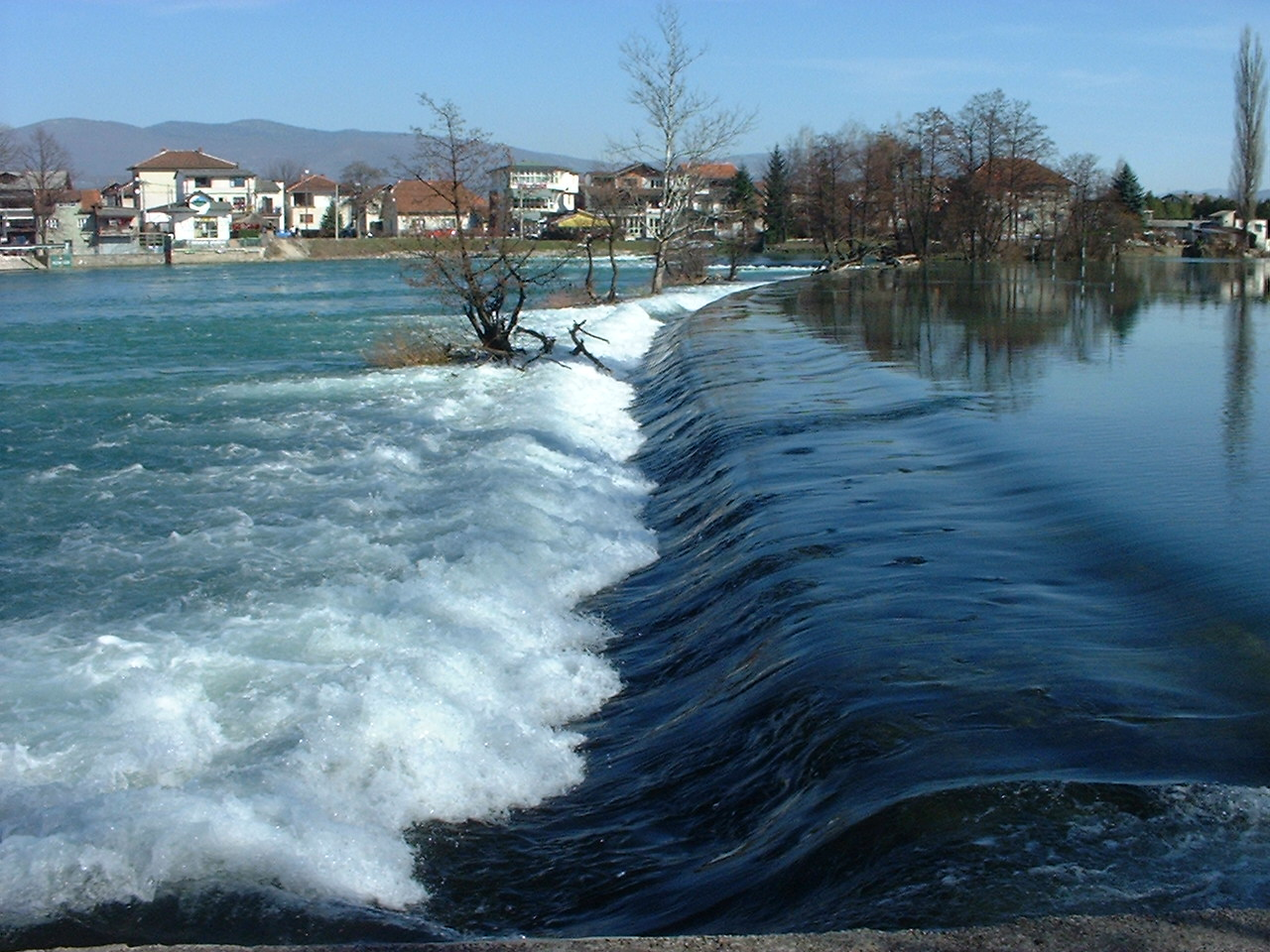
Řeka Una

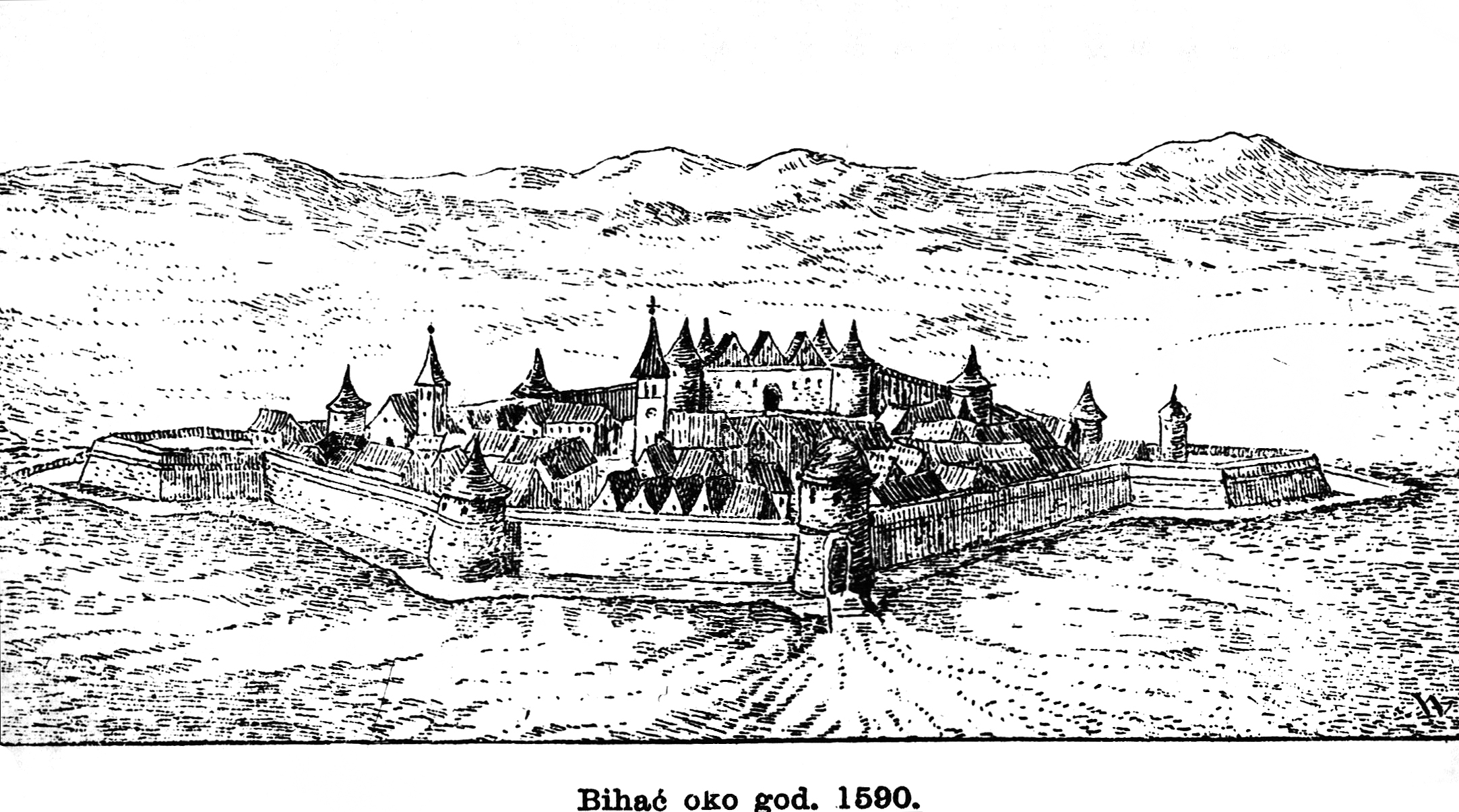
Pohled na Bihać s okolím v roce 1590

Počátkem 6. století (v roce 505) byla římská provincie Dalmácie (součástí které bylo i území Bihaće), Liburnie a Savia se spojily v jeden celek pod vládou gótského knížete. Na počátku století sedmého, mezi lety 602 a 614, se na území Bihaće stěhují první Slované, kteří jej začínají postupně osidlovat. Původní slovanské kmeny však po čase začínají nahrazovat nové, které přišly z území Franské a Byzantské říše. Jedná se již o Chorvaty, jejich vládce Tomislav v této době zřizuje první chorvatský stát spojením dvou knížectví. Současné město je připomínáno roku 1260 jako majetek chorvatské církve, přestože bylo tehdejší království chorvatsko-uherské (od roku 1102), zůstal Bihać mimo maďarskou správu a obyvatelstvo zůstalo převážně chorvatské.
Roku 1262 je Bihać prohlášen svobodným královským městem s právy konání trhů a rozvojem řemesel, jako křižovatka obchodních cest získává nemalý význam a budují se nové domy.
Na listině z počátku 14. století se nachází pečeť středověkého města Bihaće, na které jsou vidět celkem tři věže. Na střední vlaje vlajka s nápisem S(igillum) Civitatis Bihigiensis, tj. „Pečeť města Bihaće“, stejný motiv se objevuje i na znaku města. Na starých listinách a v dávných dokumentech je hrad připomínám pod mnohými názvy: Bihig, Byheg, Bichich, Bihag, Vywegh, Wyjigh; rozlišné podoby názvu města vznikaly díky tehdejšímu nejednotnému a nekodifikovanému pravopisu tehdejších jazyků. Město dosáhlo deseti tisíc obyvatel (v Paříži pro srovnání žilo 60 tisíc lidí).
Archeologové odkryli a spočítali pozůstatky šedesáti větších, či menších věží, které zde byly hustě a sofistikovaně postavené a spojené v jedno velké opevnění proti případnému útoku Osmanů. Bihać byl v polovině 15. století pohraničním a dobře bráněným městem. Jeho rozvoj financovaly bohaté rody, které pomáhaly s výstavbou dalších měst v okolí, pojmenovaných po slovanských božstvech. Celou oblastí však začaly zmítat boje o chorvatsko-maďarské dědictví mezi jednotlivými vládnoucími rody, které probíhaly v okolí řeky Uny.
Roku 1527 vznikla Bihaćská kapetanie i Bihaćský kadiluk. Roku 1592 padl Bihać po desetidenním obléhání do tureckých rukou a tureckým správcem města se stává Gazi Hasan-paša Predojević, vzniká Bihaćský sandžak, součást bosenského pašaliku a od té doby jsou osudy města, jež bylo dosud součástí Chorvatského království, spojeny s Bosnou a Hercegovinou. Součástí sandžaku jsou města Bihać, Kamengrad, Ripac, Cazin, Bužim, Ostrovica a Bosanska Krupa. Ten je sice roku 1699 sloučen s Bosenským sandžakem, v roce 1865, nedlouho před stažením Turků z Bosny, však opět obnoven. Po dobytí města Turky se novými obyvateli stali Turci a Bosňáci. S Tureckou nadvládou začíná islamizace města a celé bihaćské oblasti kolem řeky Uny. Přestože mnozí odešli pryč, někteří zůstali a přijali islám. Turecké výboje vedly k migraci Chorvatů z Bihaće pryč, a to nejen do ostatních částí dnešního Chorvatska, ale i do Čech a na Moravu.
Postupem času se ale osmanské síly vyčerpávají, po Karlovickém míru z roku 1699 stoupá počet útoků Benátské republiky a Rakouska na nejzápadnější cíp Osmanské říše, v některých obdobích prakticky nepřetržitě trvá válečný stav. V Bihaći žije pět tisíc obyvatel, tento počet se delší dobu nemění.
Na Berlínském kongresu v roce 1878 získalo Rakousko-Uhersko vojenskou správu nad Bosnou a Hercegovinou. Bihać se však 12 dní před rakouskými vojsky bránil a obsazen byl až dne 19. září 1878.
Tyto změny v Bihaći provázel nejprve zvýšený příliv obyvatel do města, o desetiletí později, v roce 1888, byly zbourány původní hradby a středověké opevnění. Fortifikační systém, který zahrnoval i příkop napájený z řeky Uny, byl nicméně ještě zaznamenán na mapách třetího vojenského mapování ze závěru století. Zachována nicméně byla původní Kapetanova věž.
Život se odvíjí po vzoru jiných rakousko-uherských provinčních měst. Vybudována je základní škola, gymnázium, obchodní škola, zemědělská škola, vznikla zde i první hasičská zbrojnice. Otevřen byl také první evropský park a postaveny moderní kasárny. Postupně se objevily i další nezbytnosti moderního města konce 19. století, ke kterým patří vodovod, kanalizace, či banka. Vše bylo vystavěno v evropském stylu rakouskými odborníky. V roce 1910 žilo v Bihaći již 8 370 obyvatel. Postavena zde byla jižně od města u silnice směrem do Dalmácie i kasárna, která se rozvíjela i v dalších režimech (dnes Kasárna Adila Bešiće).
V období mezi dvěma světovými válkami se stal Bihać centrem západní Bosny. Byl sídlem tzv. bihaćské oblasti. Velká hospodářská krize a obecná stagnace v Království SHS se nicméně projevily na rozvoji města negativně. V roce 1923 zasáhlo město zemětřesení síly pěti stupňů Richterovy škály.

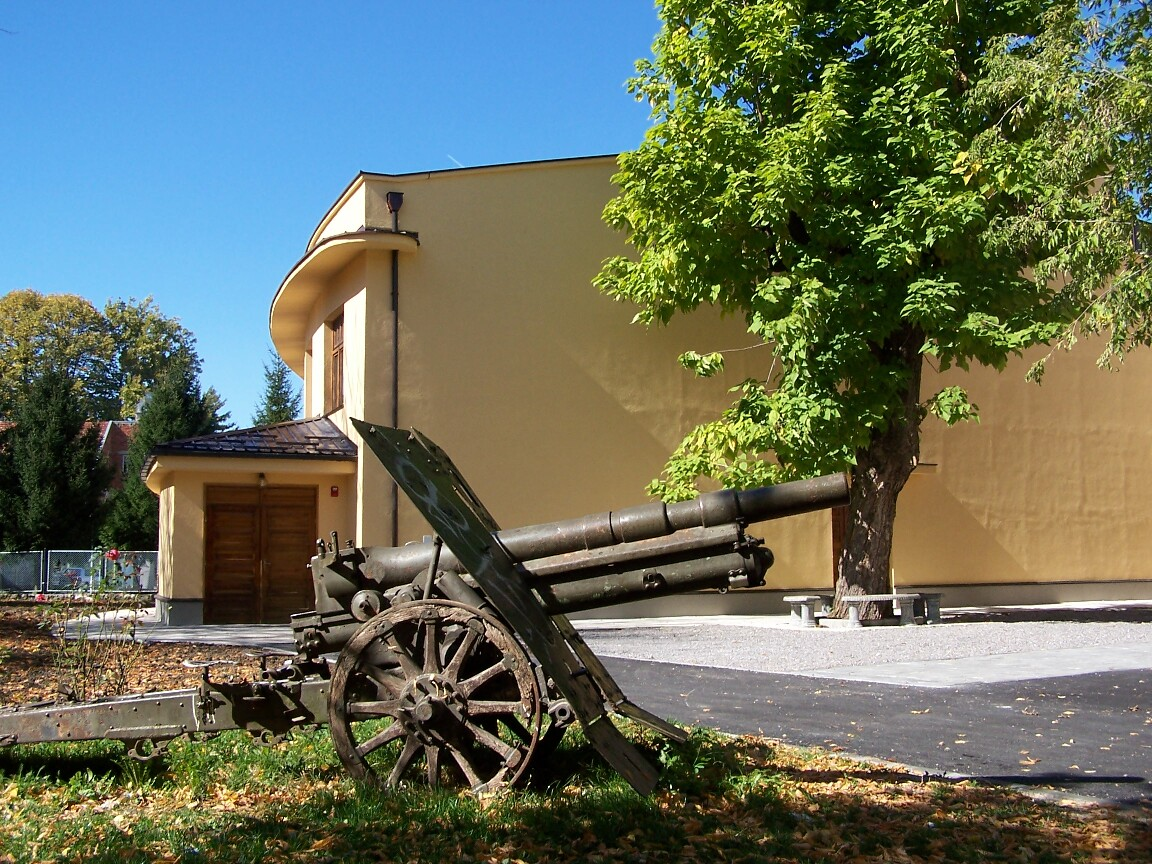
Muzeum 1. zasedání AVNOJe.

Druhá světová válka zde začala 13. dubna 1941, tehdy město obsadili Němci, formálně jej zabral chorvatský fašistický stát. V tzv. Bihaćské operaci uspěli partyzáni a město osvobodili, následně se stalo centrem protinacistického odboje. Sídlilo zde vedení Titových partyzánů, kteří sem přesunuli své vedení z východní Hercegoviny. První zasedání AVNOJ-e (Antifašistické rady národního osvobození Jugoslávie) dnes připomíná muzeum.
To však netrvalo dlouho, mezi lety 1943 a 1945 se Bihaće zmocnili opět fašisté během jedné z četných operací s cílem partyzány vypudit. 
Během bosenské války v letech 1992–1995 tvořila oblast kolem Bihaće enklávu kontrolovanou ze Sarajeva, nicméně obklopenou srbskými milicemi z Republiky srbské na jedné straně a z Republiky srbské Krajiny na straně druhé. Byla zde vyhlášena chráněná zóna OSN. Město později bylo součástí Autonomní provincie Západní Bosna pod vedením Fikreta Abdiće. V létě 1995 se situace v bihaćské enklávě dramaticky zhoršila. Podle tehdejších odhadů OSN se v enklávě, která byla nyní pod zvýšenou srbskou dělostřeleckou palbou a do níž Srbové zatlačovali své pozice, tísnilo asi 150 000 uprchlíků. Také mezinárodní pozorovatelé očekávali humanitární katastrofu pro Bihać již v červenci 1995.
Dne 4. srpna 1995 zahájila chorvatská armáda v rámci rozsáhlé operace Oluja, opětovné dobývání oblastí obsazených Srby v Chorvatsku. Bezprostřední ohrožení dosavadní enklávy Bihać bylo touto chorvatskou ofenzívou na poslední chvíli odvráceno. Ve stejné době, pravděpodobně v rámci koordinované vojenské operace, bojovaly chorvatské a bosenské jednotky úspěšně také v západní Bosně proti srbským jednotkám, které se ocitaly stále častěji v defenzivě. Za několik týdnů byla celá západní Bosna opět v rukou bosensko-chorvatské federace a srdce Bosny mohlo být od nynějška znovu spojeno s oblastí Bihaće.
Dne 24. července 2014 byl Bihaći parlamentem Federace Bosny a Hercegoviny udělen status města.
Během Evropské migrační krize se Bihać stal jedním z bodů na tzv. Balkánské trase. Nebyl nicméně cílem migrantů hned od počátku, neboť hlavní cesta vedla nejprve přes hraniční přechody v Kelebii a později přes Tovarnik v Chorvatsku. Migranti byli u Bihaće umisťováni do tábora s názvem Vučjak, kde podmínky vzbudily pozornos evropských médií. Šířily se nemoci, jako např. svrab apod. Kantonální vláda sem nakonec zavedla zákaz vycházení, šířila se navíc kriminalita. V prosinci 2019 byl tábor rozpuštěn a migranti přemístěni do areálu kasáren. 
V roce 2020 byl asi 25 km od centra města vybudován uprchlický tábor Lipa, který se měl stát stálým přijímacím střediskem. I tam byly podmínky nelidské; nebyla zde elektřina ani vodovod. Během vystěhování tábora, který nebyl připraven na zimní podmínky, byly 23. prosince 2020 zapáleny stany a kontejnery. Mnoho uprchlíků poté nemělo žádné ubytování; dočasně jich na ulici nebo v okolních lesích živořily asi 3 000 až 4 000. Místní obyvatelé protestovali proti plánům na dočasné znovuotevření uzavřeného tábora v centru města.

## Obyvatelstvo

### Struktura obyvatelstva
V roce 1991 (před válkou) zde žilo 66 % Bosňáků (bosenských Muslimů), 17 % Srbů a 6 % Chorvatů, zbytek tvořily jiné národnosti. Dnes zde žije Srbů jen minimálně, po válce se valná většina odstěhovala do Republiky srbské. V roce 2013 zde bylo ve sčítání lidu napočítáno 56 tisíc obyvatel.

### Náboženský život
Většina místního obyvatelstva se hlásí k sunnitskému islámu.

## Hospodářství

### Zemědělství

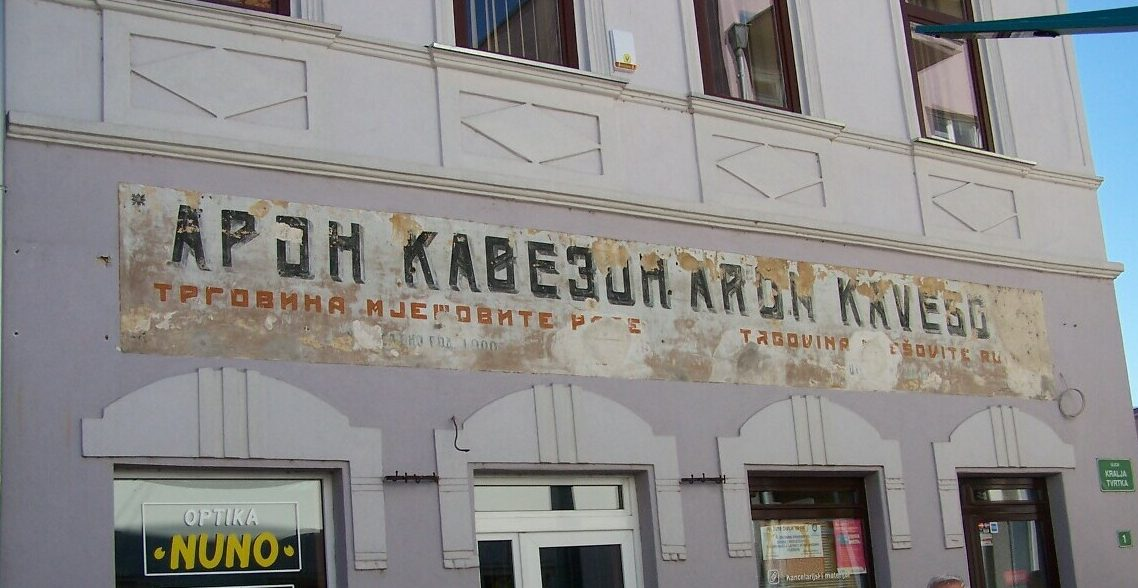
Původní ozančení židovského obchodu v Bihaći z doby před druhou světovou válkou.

Okolí města je intenzivně zemědělsky využíváno, jedná se nicméně především o malé polnosti a jejich rozsah je omezen širokým, byť přesně vymezeným údolím řeky Uny. Díky velkému množství říčních sedimentů a častým záplavám je velmi úrodná.

### Průmysl
Bihać je přirozeným hospodářským centrem Unsko-sanského kantonu. Ve městě působí okolo tří tisíc soukromých subjektů. 
V dobách existence socialistické Jugoslávie existoval značný zájem na industrializaci města. Byly zřízeny podniky, jako např. Kombiteks, Krajinametal a Polietilenka. Vzhledem k dostupnému železničnímu spojení se zbytkem země (na rozdíl od řady menších sídel v Bosně a Hercegovině) bylo možné rozvíjet průmysl snadněji. Rozvíjel se hlavně potravinářský průmysl. Mezi další velké podniky a zaměstnavatele v Bihaći patří např. pivovar Preminger, nebo Unski biser. V oblasti potravinářství je dalším významným podnikem Bihaćská mlékárna, která je součástí německé společnosti Meggle. 

### Služby
Na západním okraji města se nachází rozsáhlé obchodní centrum s názvem Bingo.

### Turistika
Nemalé množství místního obyvatelstva je zaměstnáno také v turistice, populární je např. sjíždění řeky Uny apod.

## Doprava

### Silniční doprava

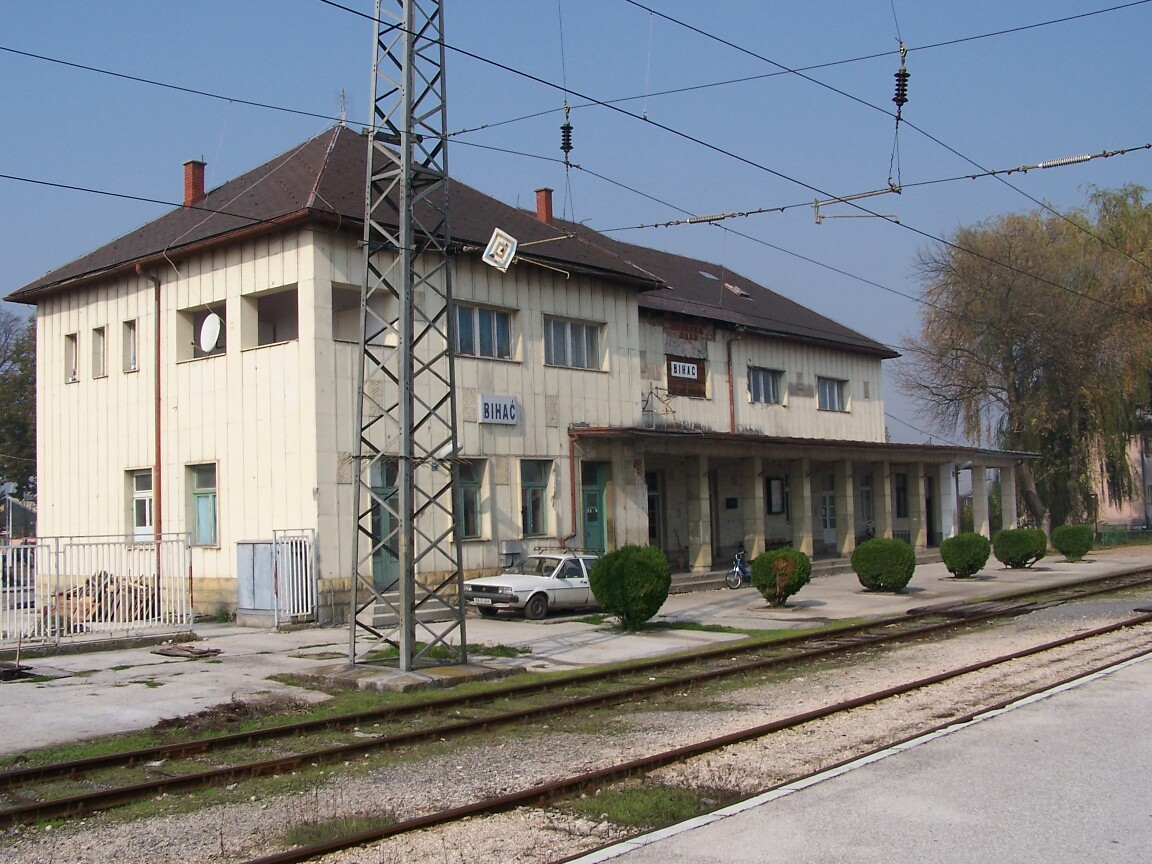
Budova nádraží.

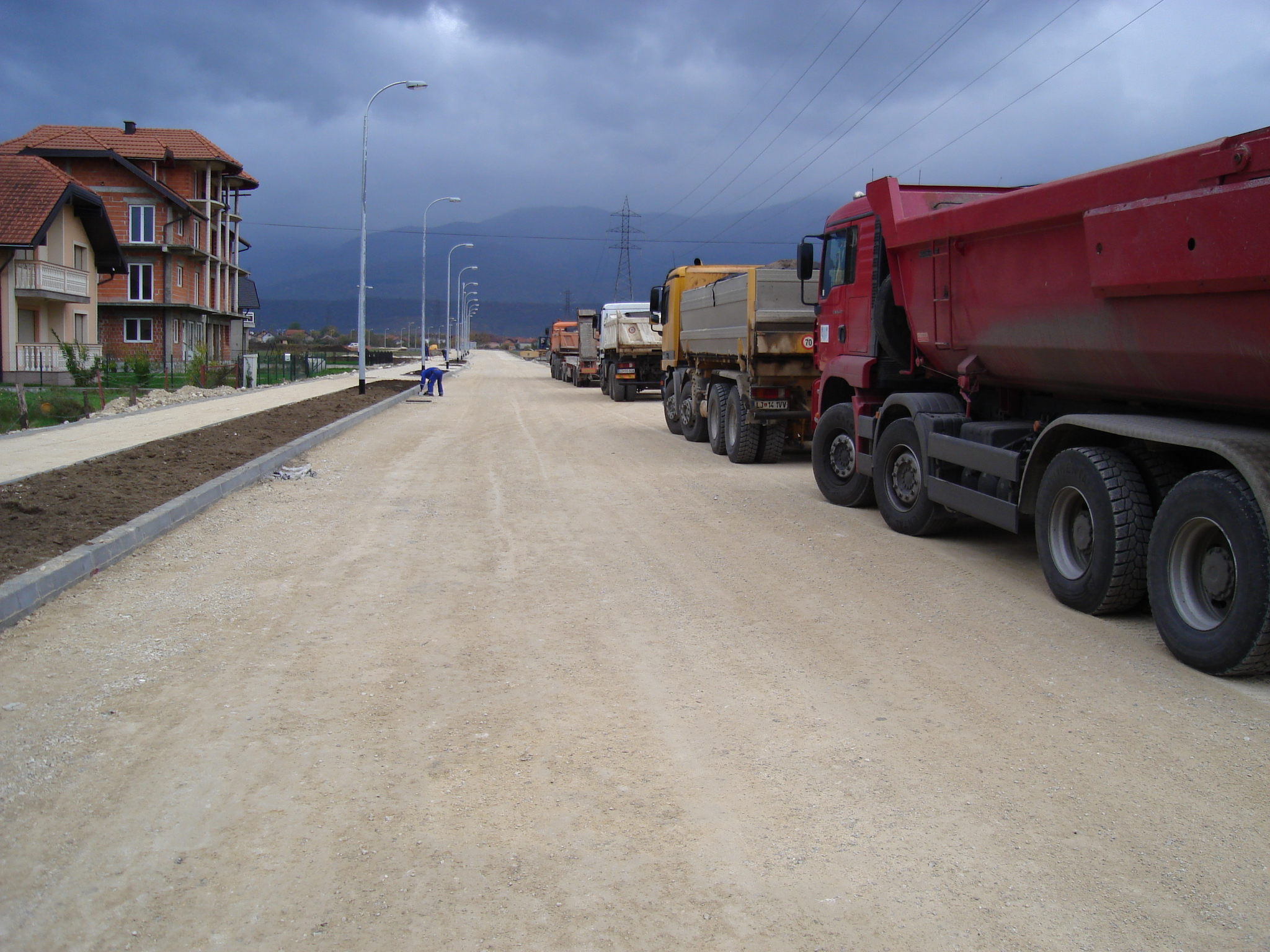
Výstavba silničního obchvatu v roce 2008.

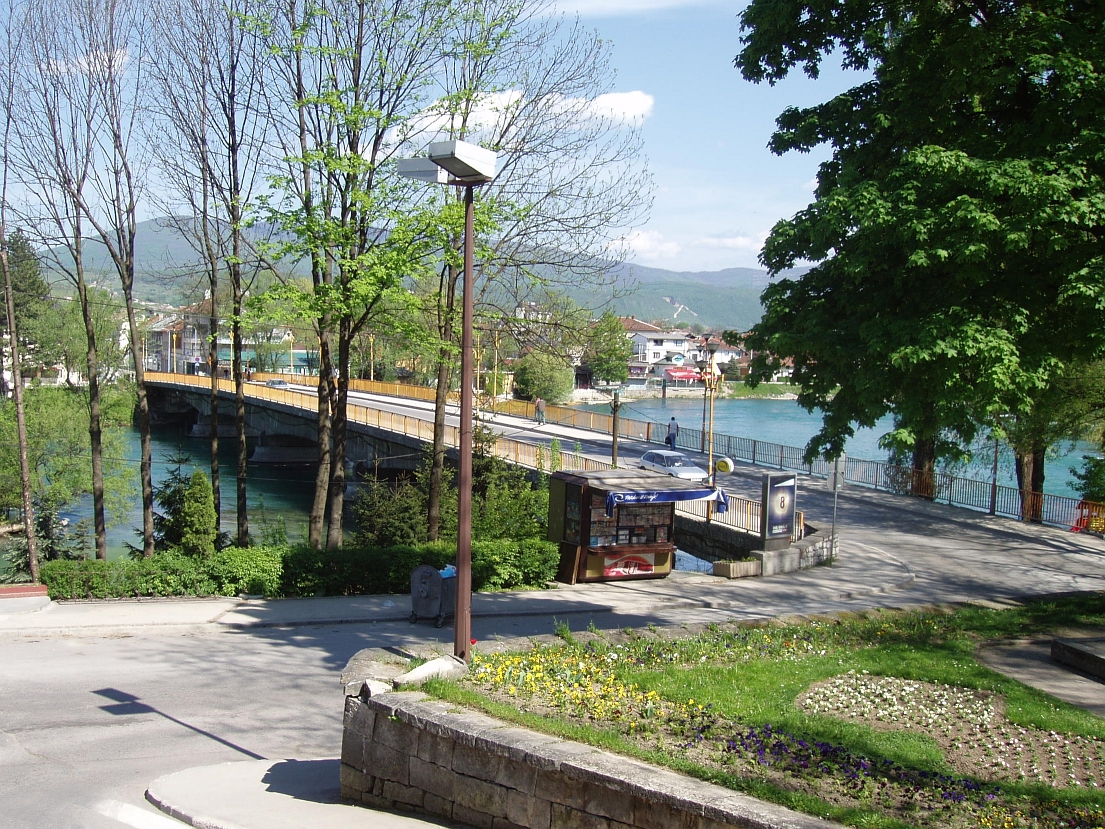
Most Alije Izetbegoviće v Bihaći.

Historické jádro města je kompaktní a obchází ho hlavní silnice. Z tohoto okruhu potom směřují komunikace celostátního významu do měst na území Bosny a Hercegoviny (např. Prijedor nebo Bosanski Petrovac) a také do Chorvatska, např. k národnímu parku Plitvická jezera. Město má silniční obchvat, který však není dokončený a má tranzitní dopravu odvádět po západním okraji města. Dálniční spojení Bihać se zbytkem Bosny a Hercegoviny nebo s nedalekým Chorvatskem nemá.
Na třídě Bihaćkih branilaca směrem z centra města k hlavnímu železničnímu nádraží stojí i autobusová stanice.
Přes řeku Unu vedou dva silniční mosty; Bakšaišký most (v severní části města, pojmenován podle místní části) a most Aliji Izetbegoviće, v centrální části města, pojmenovaný po prvním prezidentovi Bosny a Hercegoviny, Aliji Izetbegovićovi.

### Železniční doprava
Severojižním směrem městem prochází železniční trať Sunja–Knin, která zajišťuje napojení regionu na zbytek sítě v Bosně a Hercegovině a v Chorvatsku. Na území města Bihaće se nachází jediné nádraží.

### Vodní doprava
Řeka Una není splavná a využívá se jen pro potřeby turistických zážitkových plaveb.

### Letecká doprava
Jihovýchodně od města leží v lokalitě s názvem Golubić menší letiště. Rozkládá se v rovině poblíž řeky Uny. Má jedinou zatravněnou ranvej.

## Společnost

### Školství
Od roku 1998 sídlí v Bihaći univerzita, která má celkem sedm fakult.

### Sport
V jižní části města stojí sportovní hala Luke a k ní přiléhající fotbalový a atletický stadion s názvem Jedinstvo. Stejný název má i místní fotbalový klub, který hraje v bosenské fotbalové lize.

## Kultura

### Kulturní instituce

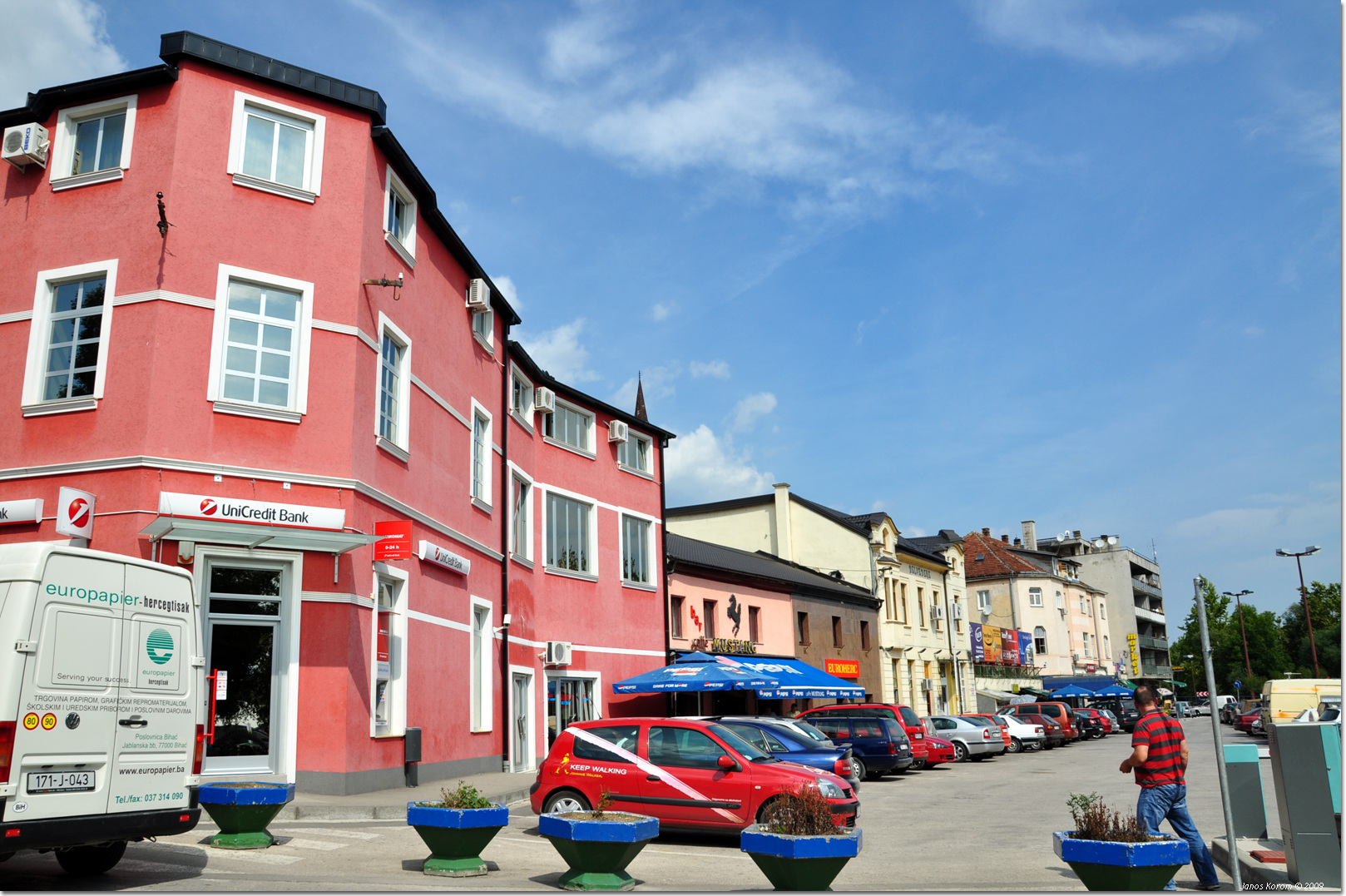
Ulice v Bihaći.

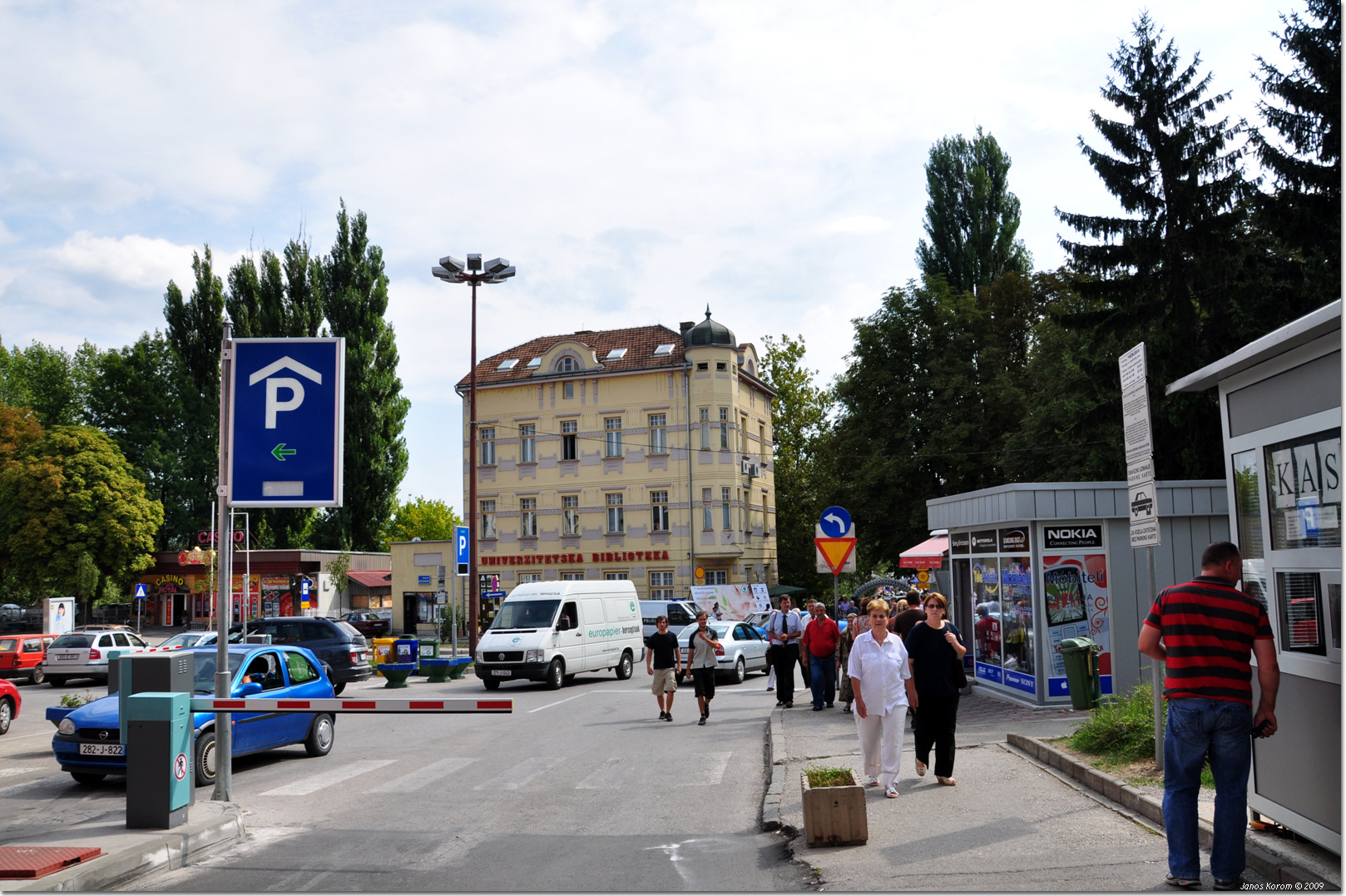
Budova univerzitní knihovny v pseudomaurském architektonickém stylu.

Hlavní muzeem ve městě[zdroj?] je Regionální muzeum Pouní (bosensky Regionalni muzej Pounja).
V centru města stojí budova muzea prvního zasedání AVNOJe (bosensky Muzej I. zasjedanja AVNOJ-a), která odkazuje na jednání antifašistické rady národního osvobození Jugoslávie za druhé světové války.
V Bihaći existuje Městská galerie, kterou ještě doplňuje Malá galerie. Divadelní scéna působí v rámci místního kulturního centra.
Ve městě se nachází kantonální a univerzitní knihovna.

### Kulturní památky a pamětihodnosti města
Mezi významné kulturní památky patří především stavby duchovního charakteru, např. kostel sv. Antonína Paduánského nebo mešita Fethija. Jako kulturní památka jsou zapsány ještě židovský hřbitov, místní pevnost (též známá jako Kapetanova kula), budova muzea AVNOJe a budova společnosti Krajinaput (postavená za rakousko-uherské nadvlády a řada dalších staveb ať už v Bihaći, tak i v okolí.

## Osobnosti
- Hamdija Abdić, plukovník armády Bosny a Hercegoviny
- Ekrem Čaušević, orientalista, profesor ze Záhřebu
- Sadet Čaušević, atletik
- Tvrtko Čubelić, literární historik
- Mujo Demirović, univerzitní profesor
- Borislav Stanković, bývalý basketbalista
- Husein Dervišević, spisovatel
- Gospa Talić, účastník partyzánského boje
- Mehmed Alajbegović, politik a právník
- Mersada Bećirspahić, basketbalista
- Zlatko Dedić, fotbalista
- Faruk Šehić, básník